# 添沢温泉

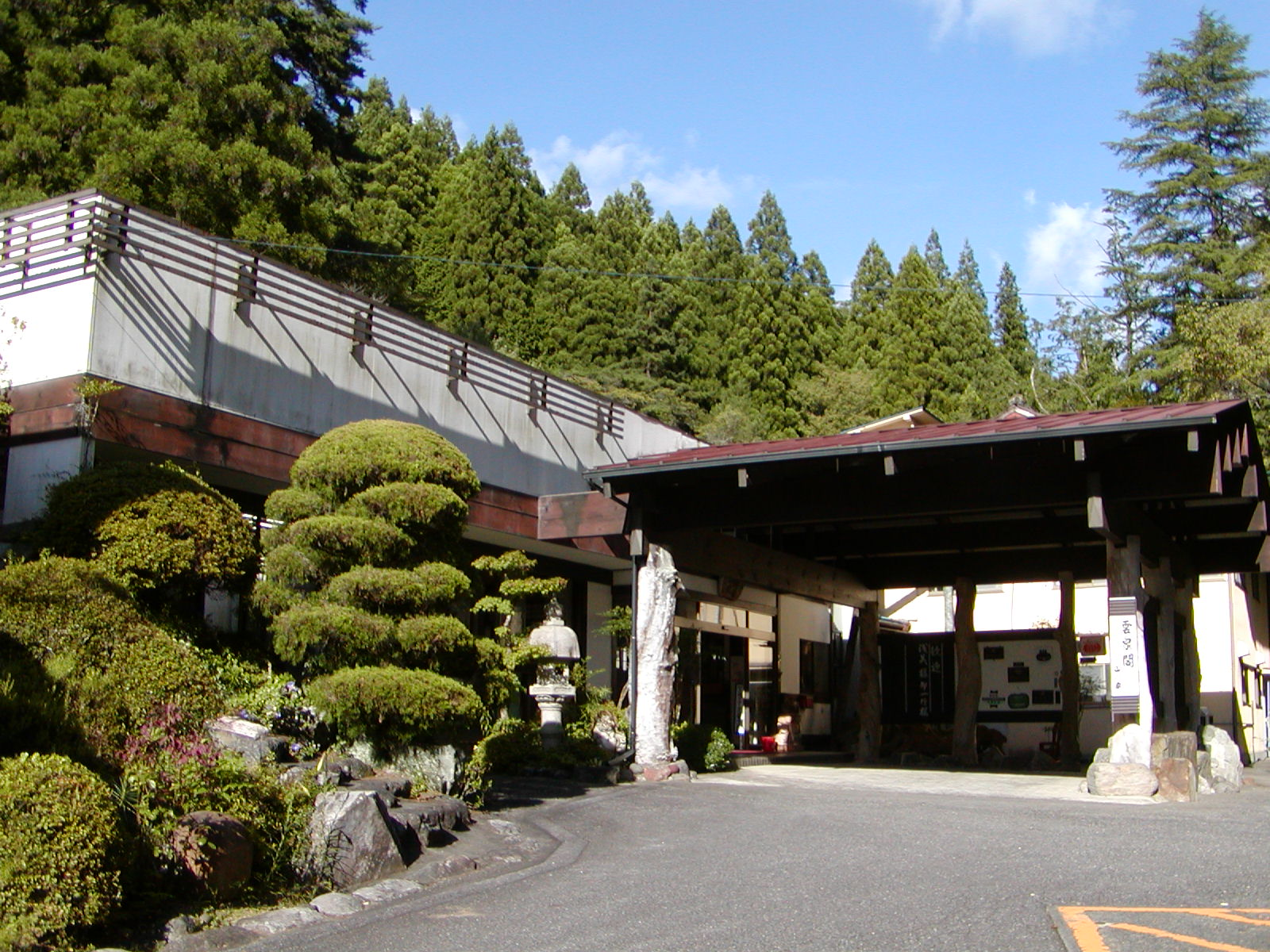
雲泉閣 山の家

添沢温泉（そえざわおんせん）は、愛知県北設楽郡設楽町にかつてあった山あいの温泉。

## 泉質
- 重曹泉
  - 源泉温度：15℃

## 温泉地
天竜奥三河国定公園に含まれ、鬱蒼とした木立に囲まれた丘陵地帯の一軒宿。しかし、宿の規模は大きく、敷地は1,500坪にも及び、収容人数は100人を超えていた。敷地内には幾つもの離れ座敷があり、広大な庭の散策に適している。温泉は敷地内にあり、大浴場の湯船は近くの岩を巧みに配し、中に三河檜をモザイク状に張り巡らせた造りとなっていた。他に岩風呂の中浴場、ステンレス製の小浴場があり、宿泊客の数により使用が調整されていた。保養向けの温泉だが、レジャー拠点としても利用されていた。

## 歴史
明治20年代には温泉旅館として営業を始めていたようであるが詳細は不明。営業終了時の経営者の先祖が旅館業を始めたのは昭和5年（1930年）である。昭和19年（1944年）に愛知県の同朋援助課に一旦買い上げられ、空襲で焼け出された名古屋市の学童（教師2人、児童およそ100人）の学童疎開施設「山の家」として使用されていた。戦後、旅館業を再開し、1990年代半ば頃まではユースホステル添沢温泉山の家としても機能していた。設楽ダム水没エリアに位置し、思うように設備投資ができずにいたが、東日本大震災の被害状況を見て施設の耐震性に自信が持てないとして平成23年（2011年）10月に営業を終了、施設は解体された。

## アクセス
- 電車・バス - JR飯田線 本長篠駅から豊鉄バス田口行に乗車、「田口」バス停でおでかけ北設下津具行もしくは稲武行に乗り換えて「添沢」バス停で下車。また、田口バス停と旅館との送迎便バスもあった。